# Studena, Babušnica
Studena (izvirno srbsko Студена) je naselje v Srbiji, ki upravno spada pod Občino Babušnica; slednja pa je del Pirotskega upravnega okraja.

## Demografija
V naselju živi 198 polnoletnih prebivalcev, pri čemer je njihova povprečna starost 65,0 let (64,4 pri moških in 65,5 pri ženskah). Naselje ima 110 gospodinjstev, pri čemer je povprečno število članov na gospodinjstvo 1,82.
To naselje je, glede na rezultate popisa iz leta 2002, skoraj popolnoma srbsko. 
|  |

| Demografija | Demografija     | Demografija     |
| Leto        | Št. prebivalcev | Št. prebivalcev |
| ----------- | --------------- | --------------- |
|             |                 |                 |
|             |                 |                 |
|             |                 |                 |
|             |                 |                 |
| 1948        | 1414            |                 |
| 1953        | 1315            |                 |
| 1961        | 1150            |                 |
| 1971        | 819             |                 |
| 1981        | 599             |                 |
| 1991        | 372             | 369             |
| 2002        | 201             | 200             |
|             |                 |                 |

| Etnična sestava po popisu iz leta 2002 | Etnična sestava po popisu iz leta 2002 | Etnična sestava po popisu iz leta 2002 | Etnična sestava po popisu iz leta 2002 | Etnična sestava po popisu iz leta 2002 |
| -------------------------------------- | -------------------------------------- | -------------------------------------- | -------------------------------------- | -------------------------------------- |
| Srbi                                   | Srbi                                   |                                        | 198                                    | 99,0%                                  |
| Neznano                                | Neznano                                |                                        | 2                                      | 1,0%                                   |